# Dennis Vaninger
Dennis Vaninger (Saint Louis, 14 marzo 1952) è un ex calciatore statunitense, di ruolo attaccante.

## Carriera

### Club
Si forma nella rappresentativa calcistica della St. Louis Community College–Florissant Valley. Tra il 1971 e il 1972 è in forza ai St. Louis Kutis, importante formazione calcistica dilettantistica del Missouri.
Viene ingaggiato nel 1973 dai St. Louis Stars, franchigia della NASL. Militò con gli Stars sino al 1977, ultima stagione giocata dalla squadra del Missouri, ottenendo come miglior piazzamento il raggiungimento delle semifinali nel campionato 1975.
Nel 1978 passa ai Ft. Lauderdale Strikers, franchigia nel quale militò sino all'anno seguente. Con gli Strikers otterrà come miglior piazzamento il raggiungimento delle semifinali nella stagione 1978.
Nel 1979 passa alla franchigia dell'American Soccer League dei N.J. Americans, con cui ottenne il quarto posto nell'East Division nella stagione 1979.
La stagione seguente segue la gli Americans nel loro trasferimento a Miami, dando origine ai Miami Americans. Con la sua squadra ottenne il terzo posto nell'American Conference, non accedendo alla fase finale del torneo.
Proseguirà la carriera sino al 1983 nell'indoor soccer.

### Nazionale
Dal 1974 al 1975 gioca nella nazionale di calcio degli Stati Uniti d'America tre incontri amichevoli, segnando la sua unica rete nella gara d'esordio del 5 settembre 1974 contro il Messico.

## Statistiche

### Cronologia presenze e reti in Nazionale
| Cronologia completa delle presenze e delle reti in nazionale ― Stati Uniti | Cronologia completa delle presenze e delle reti in nazionale ― Stati Uniti | Cronologia completa delle presenze e delle reti in nazionale ― Stati Uniti | Cronologia completa delle presenze e delle reti in nazionale ― Stati Uniti | Cronologia completa delle presenze e delle reti in nazionale ― Stati Uniti | Cronologia completa delle presenze e delle reti in nazionale ― Stati Uniti | Cronologia completa delle presenze e delle reti in nazionale ― Stati Uniti | Cronologia completa delle presenze e delle reti in nazionale ― Stati Uniti |
| Data                                                                       | Città                                                                      | In casa                                                                    | Risultato                                                                  | Ospiti                                                                     | Competizione                                                               | Reti                                                                       | Note                                                                       |
| -------------------------------------------------------------------------- | -------------------------------------------------------------------------- | -------------------------------------------------------------------------- | -------------------------------------------------------------------------- | -------------------------------------------------------------------------- | -------------------------------------------------------------------------- | -------------------------------------------------------------------------- | -------------------------------------------------------------------------- |
| 5-9-1974                                                                   | Monterrey                                                                  | Messico                                                                    | 3 – 1                                                                      | Stati Uniti                                                                | Amichevole                                                                 | 1                                                                          |                                                                            |
| 8-9-1974                                                                   | Dallas                                                                     | Stati Uniti                                                                | 0 – 1                                                                      | Messico                                                                    | Amichevole                                                                 | -                                                                          |                                                                            |
| 26-3-1975                                                                  | Poznań                                                                     | Polonia                                                                    | 7 – 0                                                                      | Stati Uniti                                                                | Amichevole                                                                 | -                                                                          | 75’                                                                        |
| Totale                                                                     |                                                                            | Presenze                                                                   | 3                                                                          |                                                                            | Reti                                                                       | 1                                                                          |                                                                            |